# 那波帕拉薩爾
那波帕拉薩爾（阿卡德語：𒀭𒀝𒀀𒉽，Nabopolassar）是新巴比倫王國的開國君主，在位年期為前626年－前605年，在位22年。他在篡位者辛-舒姆-利希尔被镇压后，趁着地区的真空期占领了巴比伦，与亚述进行了十余年的战争。他通过儿子尼布甲尼撒二世与一位米底王国公主建立婚姻的机会与对方结盟，并于公元前612年占领亚述都城尼尼微。实现了对两河流域的统治。同时，他与进入巴勒斯坦和叙利亚的埃及军队发生战争，却失败退回，直至公元前605年埃及被其子于卡尔加美什之战中击败。他在位时期对巴比伦的纪念碑进行整修，为后继者承袭。